# Gamlen
Gamlen település Németországban, Rajna-vidék-Pfalz tartományban. Lakosainak száma 532 fő (2023. december 31.).

## Népesség
A település népességének változása:
| Lakosok száma | 424  | 490  | 482  | 510  | 504  | 532  |
|               | 1975 | 2017 | 2019 | 2021 | 2022 | 2023 |